# Orologio (costellazione)
L'Orologio (in latino Horologium, abbreviato in Hor) è una delle ottantotto costellazioni moderne; si tratta di una costellazione minore dell'emisfero meridionale, posta ad una declinazione di circa -55°. Venne originariamente chiamata Horologium Oscillatorium (l'Orologio Oscillante) da Nicolas Louis de Lacaille, in onore dell'inventore dell'orologio a pendolo, Christiaan Huygens; la costellazione, infatti, venne visualizzata da Lacaille appunto come un orologio a pendolo con lancetta dei secondi; la costellazione venne in seguito indicata come Horologium in un catalogo stellare del 1763.

## Caratteristiche

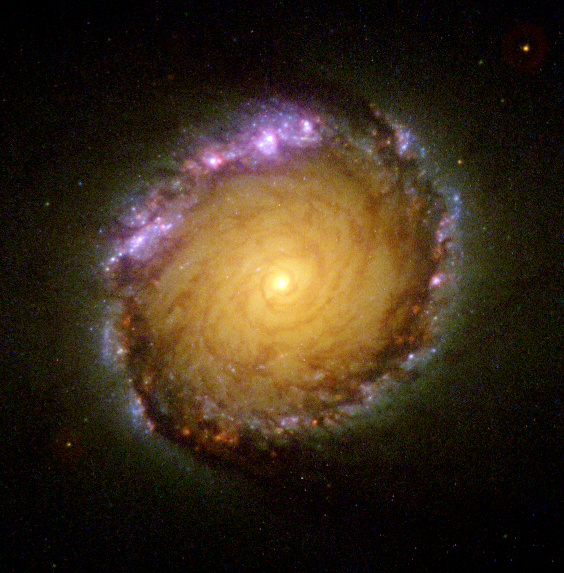
NGC 1512, una delle galassie più brillanti della costellazione.

L'Orologio è una piccola e oscura costellazione del profondo emisfero australe; non contiene alcuna stella luminosa a eccezione della α Horologii, situata nella parte più settentrionale della costellazione, che però è di magnitudine 3,85, dunque visibile solo sotto un cielo non inquinato. L'individuazione dell'Orologio può essere facilitata grazie alla presenza della brillante Achernar, una delle stelle più brillanti della volta celeste, che rappresenta la foce di Eridano; l'Orologio si trova pochi gradi a est di questa stella e occupa la regione oscura posta fra questa e il gruppetto di stelle di terza grandezza che rappresentano la costellazione del Reticolo.
Il periodo più propizio per la sua osservazione nel cielo serale ricade nei mesi compresi fra ottobre e febbraio; la sua declinazione australe fa sì che sia invisibile da una gran parte dell'emisfero nord, mentre alle latitudini mediterranee si presenta visibile solo per metà. La parte più meridionale si osserva invece solo in prossimità del Tropico del Cancro, mentre dall'emisfero sud è in massima parte circumpolare.

### Stelle principali
- α Horologii è una gigante arancione di magnitudine 3,85 distante 117 anni luce.
- δ Horologii è una stella bianca di sequenza principale di magnitudine 4,93 distante 175 anni luce.
- β Horologii è una gigante bianco-azzurra di magnitudine 4,98 distante 313 anni luce.

### Stelle doppie
La costellazione ospita alcune stelle doppie e multiple facili da risolvere.
- HD 18265 fa parte di un sistema binario ottico a tre stelle; si tratta di una stella arancione di magnitudine 6,2, separata da una compagna giallastra di settima grandezza da 1,5 primi d'arco, dunque risolvibile anche con un binocolo. La componente secondaria è però a sua volta una doppia, essendo formata da due astri di simile magnitudine separati da circa 8".
- HD 24706 è una stella arancione di magnitudine 5,9, dunque al limite della visibilità a occhio nudo, che presenta una compagna di ottava risolvibile con un potente binocolo.
- HD 27588 e HD 27589 formano una coppia simile alla precedente, sia come magnitudine delle componenti che come separazione; si trova sul confine con il Reticolo.

| Principali stelle doppie |                                          |                                          |             |             |                                 |        |
| Nome                     | Coordinate equatoriali all'epoca J2000.0 | Coordinate equatoriali all'epoca J2000.0 | Magnitudine | Magnitudine | Separazione (in secondi d'arco) | Colore |
| Nome                     | AR                                       | Dec                                      | A           | B           | Separazione (in secondi d'arco) | Colore |
| HD 18265-SAO 232934/5    | 02h 54m 06s                              | -50° 52′ 17″                             | 6,22        | 7,60        | 90,0                            | ar + g |
| SAO 232934/5             | 02h 54m 06s                              | -50° 52′ 17″                             | 7,82        | 8,00        | 8,0                             | g + ar |
| HD 24706                 | 03h 53m 33s                              | -46° 53′ 37″                             | 5,93        | 8,44        | 75,0                            | ar + g |
| HD 27588/601             | 04h 19m 17s                              | -44° 16′ 05″                             | 5,33        | 8,58        | 72,0                            | ar + g |

### Stelle variabili
Le stelle variabili della costellazione sono in numero esiguo, ma alcune di esse sono piuttosto appariscenti.
La R Horologii è la più brillante; si tratta di una Mireide che in lase di massima raggiunge la magnitudine 4,7, diventando così una delle variabili del suo tipo più luminose del cielo. In fase di minimo è invece di quattordicesima grandezza.
La TW Horologii è invece una stella al carbonio variabile semiregolare attorno alla quinta e sesta magnitudine.
| Principali stelle variabili |                                          |                                          |             |             |                  |                                   |
| Nome                        | Coordinate equatoriali all'epoca J2000.0 | Coordinate equatoriali all'epoca J2000.0 | Magnitudine | Magnitudine | Periodo (giorni) | Tipo                              |
| Nome                        | AR                                       | Dec                                      | Max.        | Min.        | Periodo (giorni) | Tipo                              |
| R Horologii                 | 02h 53m 53s                              | -49° 53′ 23″                             | 4,7         | 14,3        | 407,6            | Mireide                           |
| T Horologii                 | 03h 00m 52s                              | -50° 38′ 32″                             | 7,2         | 13,7        | 217,6            | Mireide                           |
| U Horologii                 | 03h 52m 47s                              | -45° 49′ 48″                             | 7,8         | 15,1        | 348,4            | Mireide                           |
| TV Horologii                | 02h 30m 16s                              | -57° 48′ 34″                             | 6,74        | 6,89        | 30:              | Semiregolare                      |
| TW Horologii                | 03h 12m 33s                              | -57° 19′ 18″                             | 5,72        | 5,95        | 158:             | Semiregolare (Stella al carbonio) |

## Oggetti del profondo cielo
Nonostante le piccole dimensioni l'Orologio contiene alcune galassie brillanti, soprattutto nella parte più settentrionale.
NGC 1433 è la più appariscente; si tratta di una galassia spirale barrata ben visibile anche con un piccolo telescopio. Simile, ma con i bracci più raccolti, è la NGC 1457, mentre NGC 1512 è una galassia spirale con un vistoso anello di stelle giovani e gas posto nel bordo più esterno.
Nella parte meridionale è invece presente un ammasso globulare molto concentrato, catalogato come NGC 1261.
| Principali oggetti non stellari |                                          |                                          |                   |             |                                        |              |
| Nome                            | Coordinate equatoriali all'epoca J2000.0 | Coordinate equatoriali all'epoca J2000.0 | Tipo              | Magnitudine | Dimensioni apparenti (in primi d'arco) | Nome proprio |
| Nome                            | AR                                       | Dec                                      | Tipo              | Magnitudine | Dimensioni apparenti (in primi d'arco) | Nome proprio |
| NGC 1261                        | 03h 12m 15s                              | -55° 13′ :                               | Ammasso globulare | 8,3         | 6,9                                    |              |
| NGC 1433                        | 03h 42m 01s                              | -47° 13′ 20″                             | Galassia          | 10,1        | 6,5 x 5,9                              |              |
| NGC 1457                        | 03h 44m 32s                              | -44° 38′ 44″                             | Galassia          | 10,7        | 8,1 x 1,8                              |              |
| NGC 1512                        | 04h 03m 54s                              | -43° 20′ 57″                             | Galassia          | 10,6        | 8,9 x 5,6                              |              |
| NGC 1527                        | 04h 08m 24s                              | -47° 53′ 50″                             | Galassia          | 11,0        | 3,7 x 1,4                              |              |

## Sistemi planetari
La stella ι Horologii possiede un sistema planetario formato da un solo pianeta noto, la cui massa potrebbe essere svariate volte superiore a quella di Giove.
| Sistemi planetari |                                          |                                          |             |                   |                              |
| Nome del sistema  | Coordinate equatoriali all'epoca J2000.0 | Coordinate equatoriali all'epoca J2000.0 | Magnitudine | Tipo di stella    | Numero di pianeti confermati |
| Nome del sistema  | AR                                       | Dec                                      | Magnitudine | Tipo di stella    | Numero di pianeti confermati |
| ι Horologii       | 02h 42m 33s                              | -50° 48′ 03″                             | 5,40        | Subgigante gialla | 1 (b)                        |